# Liste der Kulturdenkmale in Bargum
In der Liste der Kulturdenkmale in Bargum sind alle Kulturdenkmale der schleswig-holsteinischen Gemeinde Bargum (Kreis Nordfriesland) und ihrer Ortsteile aufgelistet (Stand: 30. Juni 2025).

## Legende
In den Spalten befinden sich folgende Informationen:
- Objekt-ID: die Nummer des Kulturdenkmales
- Lage: die Adresse des Kulturdenkmales und die geographischen Koordinaten. Kartenansicht, um Koordinaten zu setzen. In der Kartenansicht sind Kulturdenkmale ohne Koordinaten mit einem roten Marker dargestellt und können in der Karte gesetzt werden. Kulturdenkmale ohne Bild sind mit einem blauen Marker gekennzeichnet, Kulturdenkmale mit Bild mit einem grünen Marker.
- Offizielle Bezeichnung: Bezeichnung des Kulturdenkmales
- Beschreibung: die Beschreibung des Kulturdenkmales
- Bild: ein Bild des Kulturdenkmales

## Sachgesamtheiten
| Objekt-ID      | Lage                                     | Offizielle Bezeichnung | Beschreibung | Bild                             |
| -------------- | ---------------------------------------- | ---------------------- | --- | -------------------------------- |
| 40604 Wikidata | Dörpstraat (54° 42′ 14″ N, 8° 56′ 50″ O) | Kirche Bargum          | Aktualisierung vorgesehen - Begründung: geschichtlich, künstlerisch, städtebaulich, Kulturlandschaft prägend - Schutzumfang: Kirche mit Ausstattung, Glockenhaus, Kirchhof, Feldstein-Böschungsmauer | weitere Fotos \| Fotos hochladen |

## Bauliche Anlagen
| Objekt-ID      | Lage                                        | Offizielle Bezeichnung       | Beschreibung | Bild                             |
| -------------- | ------------------------------------------- | ---------------------------- | --- | -------------------------------- |
| 5815 Wikidata  | Dörpstraat 7 (54° 42′ 15″ N, 8° 56′ 49″ O)  | Uthländisches Haus           | Uthländisches Haus; 1856; eingeschossiger, langgestreckter Backsteinbau unter reetgedecktem Walmdach, kleiner Stallteil nach Westen gelegen, Ladegiebel über dem Eingang - Begründung: geschichtlich, städtebaulich, Kulturlandschaft prägend - Schutzumfang: gesamtes Objekt - Denkmaltyp: Bauliche Anlage                                                   | BW                               |
| 5817 Wikidata  | Dörpstraat 31 (54° 42′ 14″ N, 8° 56′ 47″ O) | Schmiede                     | Schmiede; 1926; eineinhalbgeschossiger, giebelständiger Backsteinbau unter steilem, pfannengedeckten Satteldach, Tor und Ladeluke an der Ostseite, Süd- und Nordseite mit gusseisernen Segmentbogenfenstern - Begründung: geschichtlich, städtebaulich, Kulturlandschaft prägend - Schutzumfang: gesamtes Objekt - Denkmaltyp: Bauliche Anlage                | BW                               |
| 5821 Wikidata  | Dörpstraat 39 (54° 42′ 15″ N, 8° 56′ 54″ O) | Pastorat                     | Pastorat; 1902; eingeschossiger, traufständiger Backsteinbau unter schiefergedecktem Schopfwalmdach, Mauerwerk mit Lisenen und Zierfriesen, Zwerchhaus über dem Eingang - Begründung: geschichtlich, städtebaulich - Schutzumfang: gesamtes Objekt - Denkmaltyp: Bauliche Anlage                                                                              | BW                               |
| 32392 Wikidata | Dörpstraat 65 (54° 42′ 12″ N, 8° 58′ 37″ O) | Wohn- und Wirtschaftsgebäude | Wohn- und Wirtschaftsgebäude; Ende 19. Jh.; eingeschossiger, reetgedeckter Backsteinbau über winkelförmigem Grundriss, Wohnteil nach Westen, ehem. Stallteil als östlicher Flügelbau mit Halbwalm; drei Hausbäume - Begründung: geschichtlich, Kulturlandschaft prägend - Schutzumfang: Wohn- und Wirtschaftsgebäude, Hausbäume - Denkmaltyp: Bauliche Anlage | BW                               |
| 5822 Wikidata  | Dörpstraat 99 (54° 42′ 5″ N, 8° 59′ 50″ O)  | Uthländisches Haus           | Uthländisches Haus; wohl 19. Jh.; eingeschossiger, traufständiger Backsteinbau über rechteckigem Grundriss mit reetgedecktem Walmdach, scheitrechte Fenster- und Türöffnungen, nach Norden Ladegiebel über dem Eingang - Begründung: geschichtlich, Kulturlandschaft prägend - Schutzumfang: gesamtes Objekt - Denkmaltyp: Bauliche Anlage                    | BW                               |
| 3964 Wikidata  | Dörpstraat (54° 42′ 14″ N, 8° 56′ 50″ O)    | Kirche mit Ausstattung       | Alteintragung (Aktualisierung vorgesehen) - Begründung: geschichtlich, künstlerisch, städtebaulich - Schutzumfang: Kirche mit Ausstattung, Glockenhaus - Denkmaltyp: Bauliche Anlage, Sachgesamtheit: Kirche Bargum | weitere Fotos \| Fotos hochladen |
| 551 Wikidata   | Moose 2 (54° 42′ 3″ N, 8° 58′ 5″ O)         | Windmühle Aeolus             | Alteintragung (Aktualisierung vorgesehen) - Begründung: Alteintragung (Aktualisierung vorgesehen) - Schutzumfang: Alteintragung (Aktualisierung vorgesehen) - Denkmaltyp: Bauliche Anlage | weitere Fotos \| Fotos hochladen |

## Gründenkmale
| Objekt-ID      | Lage                                     | Offizielle Bezeichnung | Beschreibung | Bild |
| -------------- | ---------------------------------------- | ---------------------- | --- | ---- |
| 19420 Wikidata | Dörpstraat (54° 42′ 14″ N, 8° 56′ 49″ O) | Kirchhof               | Alteintragung (Aktualisierung vorgesehen) - Begründung: geschichtlich, Kulturlandschaft prägend - Schutzumfang: Kirchhof, Feldstein-Böschungsmauer - Denkmaltyp: Gründenkmal, Sachgesamtheit: Kirche Bargum | BW   |

## Quelle
- Liste der Kulturdenkmale in Schleswig-Holstein – Kreis Nordfriesland (PDF)